# Xylotrechus hircus
Xylotrechus hircus är en skalbaggsart som först beskrevs av Friedrich-August von Gebler 1825.  Xylotrechus hircus ingår i släktet Xylotrechus och familjen långhorningar.
Artens utbredningsområde är Kazakstan. Inga underarter finns listade i Catalogue of Life.